# Bertalan Székely
Bertalan Székely (Kolozsvár, 8 mei 1835 - Boedapest, 21 augustus 1910) was een Hongaars schilder die zich toelegde op historieschilderkunst en portretten en vooral een romantische en academische stijl aan de dag legde.

## Biografie
Székely werd geboren in een familie die oorspronkelijk deel uitmaakte van de Zevenburgse adel. Zijn vader was werkzaam als klerk bij het gerecht. Hoewel zijn familie wou dat hij ingenieur werd, ging Székely studeren aan de Academie van beeldende kunsten in Wenen van 1851 tot 1855, waar hij les kreeg van Peter Johann Nepomuk Geiger en Karl Rahl. Nadien keerde hij voor de volgende drie jaar terug naar zijn geboortestad, waar hij als kunstleraar werkte. Na een jaar in dienst bij graaf Aichelburg in het Boheemse Marschendorf, trouwde hij en verhuisde hij naar München, waar zijn belangstelling voor historieschilderkunst zich ontwikkelde. In 1862 vestigde hij zich in Pest.
Het jaar erop won hij een wedstrijd met zijn schilderij De ontsnapping van keizer Karel VII en gebruikte het prijzengeld voor een reis naar Nederland en Parijs, waarvan hij in 1864 terugkeerde. Hij werd een van de eerste leraren die werden ingehuurd aan de nieuwe "Koninklijk Hongaarse Tekenschool" (nu de Hongaarse Universiteit voor Beeldende Kunsten) in 1871 en was daar directeur van 1902 tot 1905.
Vanaf de jaren 1860 tot in de jaren 1880 schilderde hij voornamelijk portretten van vrouwen, om zich nadien op landschappen toe te spitsen. Hij ontwierp ook muurschilderingen voor de Matthiaskerk, de Hongaarse Opera en het stadhuis van Kecskemét. Nadien interesseerde hij zich voor de bewegingsstudies van Eadweard Muybridge en Étienne-Jules Marey, waar hij zelf ook mee experimenteerde.

schilderijen
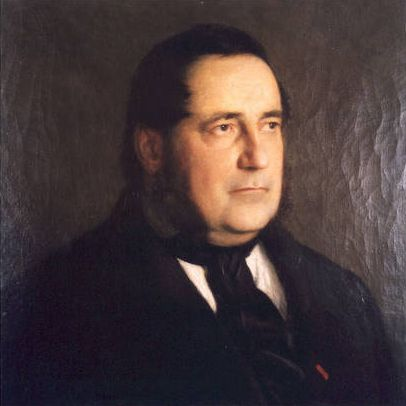
Portret van Adalbert Stifter (1863)
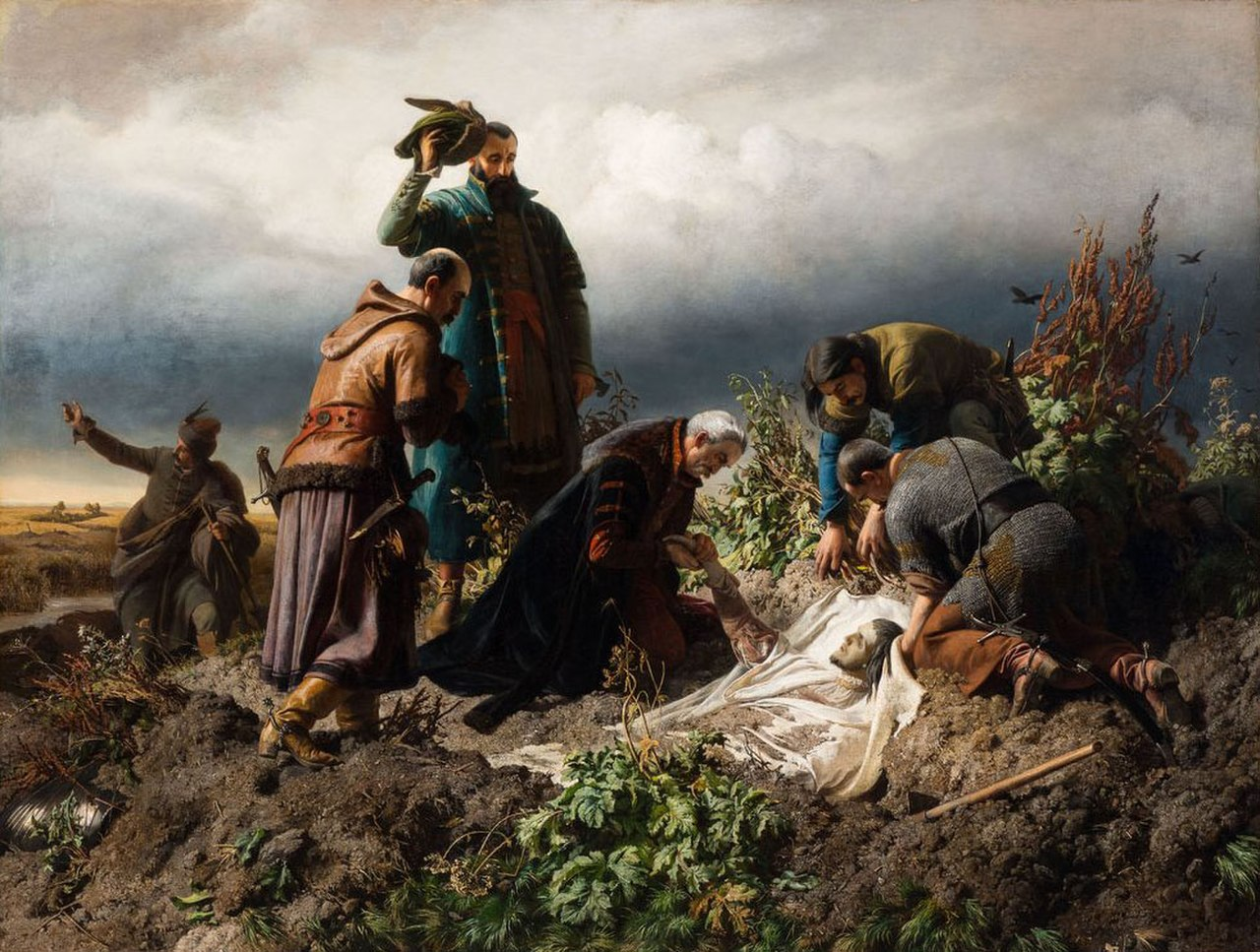
De ontdekking van het lijk van koning Lodewijk II (1860)
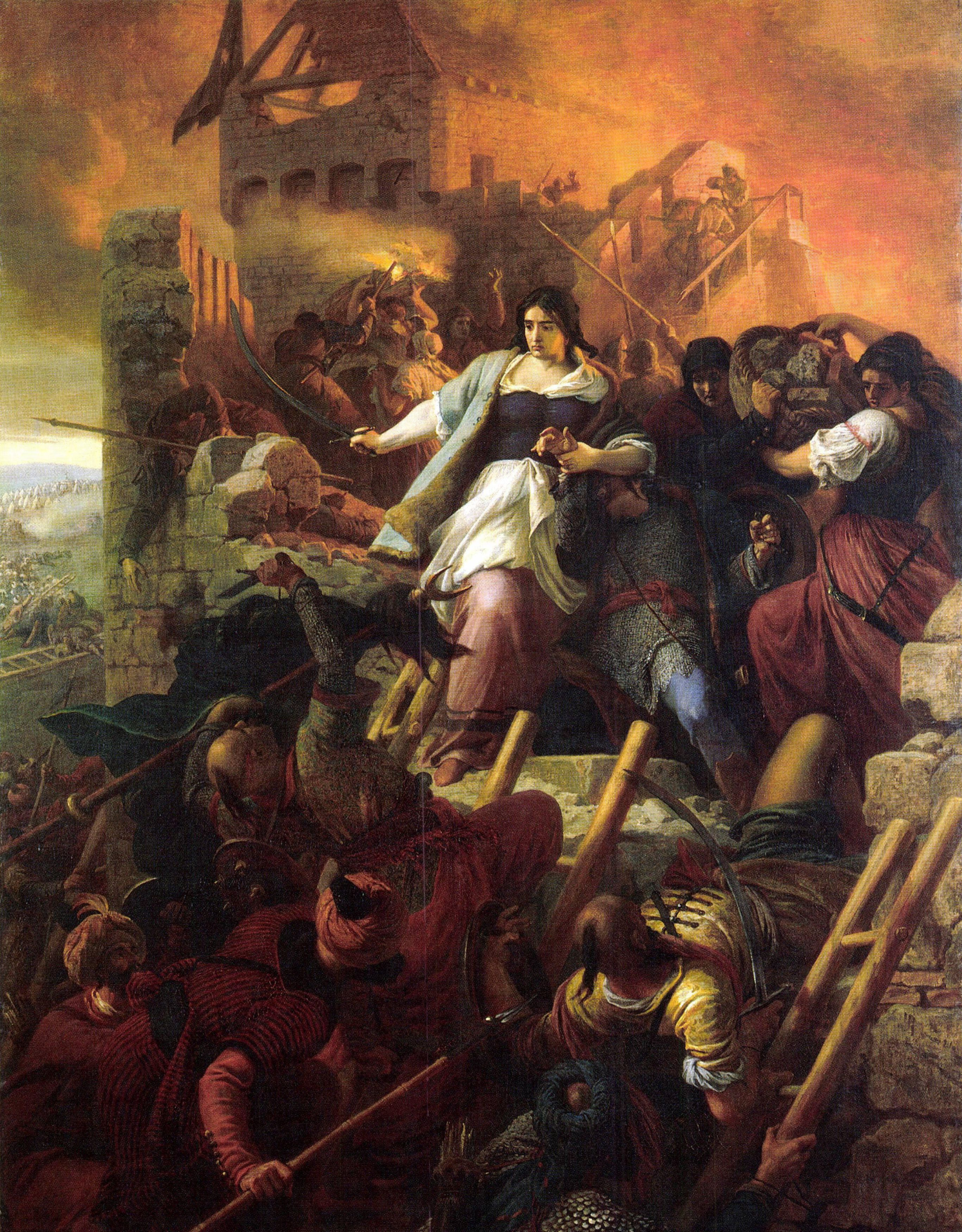
De vrouwen van Eger
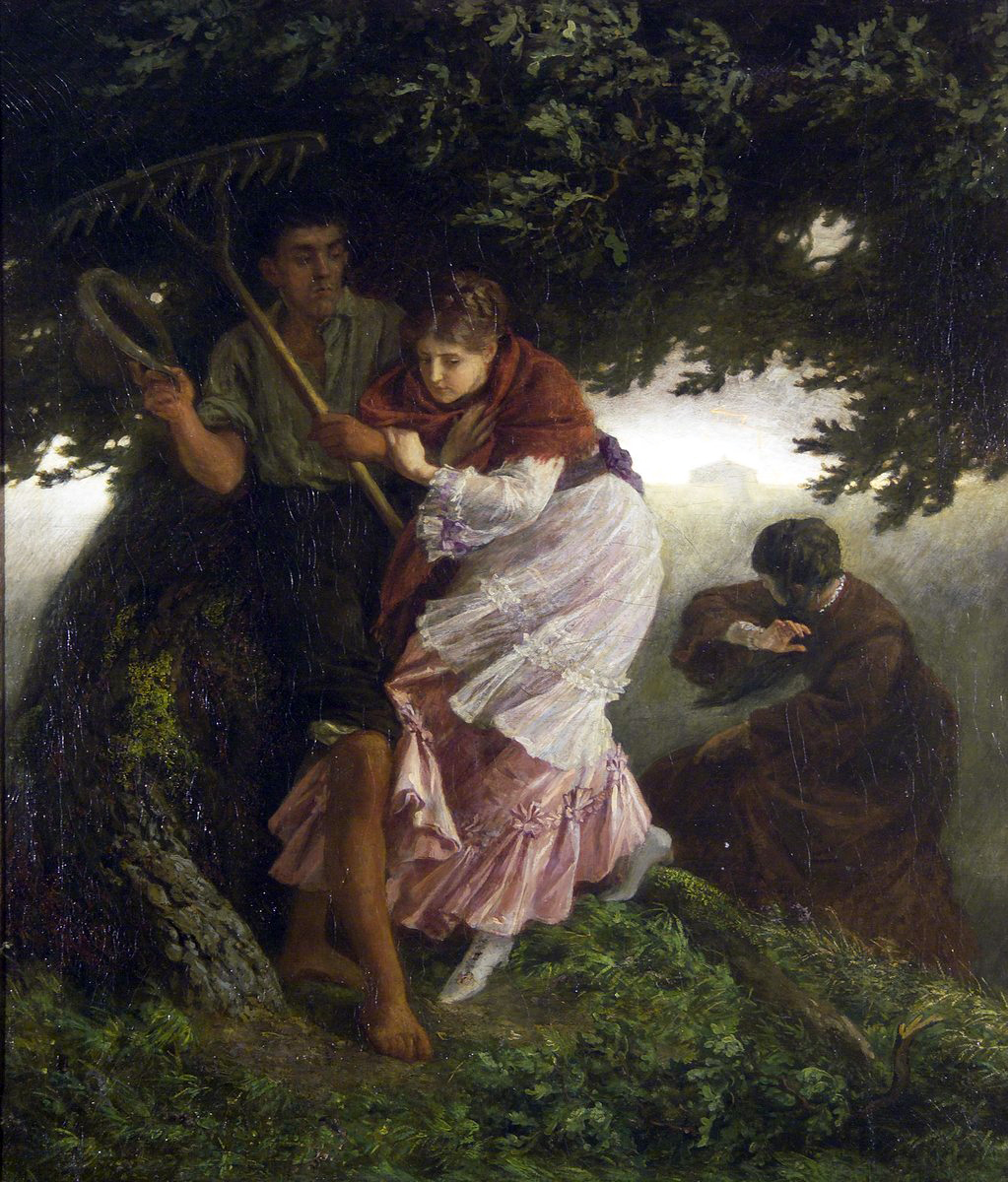
Onweersbui

- Bibliothèque nationale de France: cb11961256h (data)
- Gemeinsame Normdatei: 119479044
- International Standard Name Identifier: 0000 0000 7894 6091
- Library of Congress Control Number: n84091800
- Nationale Bibliotheek van Letland: 000257716
- Nationale Bibliotheek van Polen: a0000002151500
- Nederlandse Thesaurus van Auteursnamen: 071332294
- Système universitaire de documentation: 124630669
- Union List of Artist Names: 500112527
- Virtual International Authority File: 53087889
- WorldCat: E39PBJrC8qMXmjhGqwp6dYGWDq